# David Zurutuza
David Zurutuza Veillet (Rochefort, 19 de julho de 1986) é um ex-futebolista franco-espanhol que atuava como meia.
Declarou que apesar de ter nascido na França - de mãe francesa -, foi criado desde pequeno no País Basco.